# Vrelo (samhälle)
Vrelo är ett samhälle i Bosnien och Hercegovina.   Det ligger i entiteten Federationen Bosnien och Hercegovina, i den västra delen av landet, 230 km nordväst om huvudstaden Sarajevo. Vrelo ligger 317 meter över havet och antalet invånare är 230.
Terrängen runt Vrelo är platt åt nordväst, men åt sydost är den kuperad. Terrängen runt Vrelo sluttar västerut. Runt Vrelo är det ganska tätbefolkat, med 93 invånare per kvadratkilometer.. Närmaste större samhälle är Bihać, 12,1 km söder om Vrelo. 
I omgivningarna runt Vrelo växer i huvudsak lövfällande lövskog.